# Roller derby
Roller derby je kontaktní sport na trekových kolečkových bruslích, který vznikl ve Spojených státech ve 30. letech 20. století. Původně se jednalo o exhibiční soupeření (show) dvou ženských týmů, prakticky bez omezení pravidly. V současnosti je roller derby plnohodnotný sport, který rychle získává oblibu po celém světě. Ženské týmy výrazně dominují, vzniká však i mnoho mužských, smíšených a juniorských lig.

## Pravidla
Na plochém oválu proti sobě hrají dva týmy po pěti hráčkách – 4 blockerky a hvězdou na helmě označená jammerka. Cílem hry je sesbírat co nejvíce bodů, které získává právě jammerka. Ta o jedno kolo předjede hráčky ze soupeřícího týmu a při druhém průjezdu jejich formací dostane za každou překonanou soupeřku jeden bod. Úkolem blockerek je povolenými zásahy (zakázán je například kontakt hlavou, lokty nebo koleny, stejně údery nebo kopy) nebo vytlačením z trati odstavit protihráčky a zároveň pomoci vlastní jammerce v průjezdu balíkem (packem) bruslařek. Hodinu trvající zápas (bout) je rozdělen na 2 poločasy, a následně do jednotlivých (maximálně) dvouminutových úseků, tzv. jamů.

## Rozšíření
Roller derby je velmi populární mezi ženami ve Spojených státech. V Evropě patří k nejlepším hráčky Spojeného království. V České republice od roku 2012 existuje klub Prague City Roller Derby, v září 2014 vznikl druhý klub Hard Breakers Prague. Třetím tuzemským klubem je Roller Derby Brno Freakshow, který se na české derby scéně pohybuje od roku 2016.
K rozšíření tohoto sportu mimo americké území přispívá, podobně jako u amerického fotbalu, kinematografie - roller derby je věnovaný film Vyfič! (Whip It) z roku 2009 a také několik dílů amerických kriminálních nebo animovaných seriálů.

## Organizace
V roce 2004 byla založena Světová asociace ženského roller derby WFTDA. První mistrovství světa proběhlo v roce 2011 v Torontu pod záštitou časopisu Blood & Thunder. Další šampionáty se konaly v roce 2014 v Texasu a v roce 2018 v Manchesteru .

### České kluby
1. Prague City Roller Derby (2012)
2. Hard Breakers Prague (2014)
3. Roller Derby Brno Freakshow (2016)
4. Trojhalí Ostrava Roller Derby (2018)

Oba pražské týmy jsou součástí Světové asociace ženského roller derby WFTDA. K březnu roku 2025, je tým Prague City Roller Derby na 65. místě, tým Hard Breakers Prague na 34. místě. 
V červenci roku 2025 se chystá český národní tým roller derby (složený z hráček brněnského týmu i obou pražských týmů) na Mistrovství světa v roller derby konané v Innsbrucku. 